# Brezovica (Szlovénia)
Brezovica (IPA: [ˈbreːzɔviʦa]) város és község neve Szlovénia Közép-Szlovénia statisztikai régiójában. Történelmileg a Belső Kranj régióhoz tartozott. A Barje mocsárterületen helyezkedik el. Keletre tőle fekszik Ljubljana és Ig, délre van Cerknica, nyugatra Borovnica és Vrhnika, északra meg a Dobrova-Polhov Gradec község.
Földrajzilag eléggé változatos, egyrészt a Barje mocsárnak 30 km²-es területén fekszik, mely a „süppedt” dombjairól nevezetes, továbbá a Ljubljanica folyó része itt található, majd egy karszt tó, és 60 km² erdő is itt fekszik.

## Történelem
A terület az ókori idők óta be van népesülve. Amikor a mocsarakat még tó fedte, a környékre érkeztek az un. Tólakók, kiket Janez Jalen szlovén író is említ a Bobri (Hódok) regényében. Később, a római korban, utat építettek a községen keresztül. Az útnak nyomai még ma is megvannak. A Ljubljanica folyón hajósok navigáltak. A rómaiak átirányították a folyót Podpeč felé, mely minőséges kövéről volt ismert.
A brezovicai templom Lérins-i Szent Antalnak lett szentelve és a Ljubljanai főegyházmegye alá tartozik. Először 1526-ban említik, de a jelenlegi épület a 19. század második feléből származik.